# Лепори, Джузеппе
Джузеппе Лепори (итал. Giuseppe Lepori; 2 июня 1902, Массаньо, Тичино, Швейцария — 6 сентября 1968, Серавецца, Тоскана, Италия) — швейцарский политик.

## Биография
Окончил начальную школу в Массаньо и среднюю в Лугано, после чего продолжил образование на юридическом факультете Фрибурского университета. Вступив в Консервативно-демократическую партию Тичино, в 1927 он был избран в Большой совет Тичино, где выступал за ограничение деятельности фашистских партий, а в 1940 году вошёл в состав правительства кантона как глава департамента полиции и образования, а с 1947 возглавил департамент внутренних дел и юстиции. С 1945 по 1954 он также возглавлял кантональное отделение консерваторов.
16 декабря 1954 Лепори был избран как член Христианско-демократической народной партии в Федеральный совет, где с 1955 по 1959 занимал пост главы департамента почт и железных дорог. В 1959 он занимал пост вице-президента Швейцарии, но 17 декабря 1959 года объявил о своей отставке с поста члена Федерального совета по истечении текущего года.